# 丰底蚌属
豐底蚌屬，是淡水蚌的一個屬。 這個屬的蚌類主要分布於美國，屬於蚌科小方蚌亞科下的一個屬。共三種，包括：
- 古柏豐底蚌（Plethobasus cooperianus），又稱橘足疙瘩真珠蚌，是美國特有的淡水蚌。 [1]
- 皺疤豐底蚌（Plethobasus cicatricosus），又稱白疙瘩真珠蚌，同樣也是美國特有的淡水蚌。 [2]
- 羊鼻豐底蚌 （Plethobasus cyphyus），是美國特有的淡水蚌。[3]

這些蚌類都面臨著不同的生存壓力，部分種類已被列為瀕危物種。